# Volo Asiana Airlines 991
Il 28 luglio 2011, il volo Asiana Airlines 991, un Boeing 747-400 versione cargo in rotta da Seul, Corea del Sud, a Shanghai, in Cina, precipitò in mare al largo dell'Isola di Jeju dopo aver subito un incendio sul ponte principale. Entrambi i piloti, le uniche due persone a bordo, persero la vita.
Il disastro segnò la seconda perdita di un Boeing 747 per trasporto merci a causa di un incendio in meno di un anno, a seguito dell'incidente del volo UPS Airlines 6 a Dubai nel settembre 2010.

## L'aereo
Il velivolo coinvolto era un Boeing 747-400 versione cargo, marche HL7604, numero di serie 29907, numero di linea 1370. Volò per la prima volta nel 2006 e venne consegnato ad Asiana Airlines Cargo nel febbraio 2006. Era spinto da 4 motori turboventola General Electric CF6-80. Al momento dell'incidente, l'aereo aveva poco più di 5 anni e aveva accumulato 28 752 ore di volo in 4 799 cicli di decollo-atterraggio.

## L'incidente
Il volo Asiana Cargo 991 decollò dall'aeroporto Internazionale di Incheon di Seul alle 03:04 ora locale del 28 luglio, diretto all'aeroporto Internazionale di Shanghai Pudong.
L'aeromobile era stato caricato con 58 tonnellate di merci; la maggior parte erano merci standard, tra cui semiconduttori, telefoni cellulari, display a cristalli liquidi e diodi emettitori di luce. Il resto consisteva in 400 kg di batterie al litio e altri materiali potenzialmente pericolosi, come vernice e fluidi fotoresistenti.
Durante la fase di crociera a 34 000 piedi (10 000 m) e a meno di un'ora dalla partenza, alle 03:54, l'equipaggio contattò il controllo del traffico aereo segnalando un incendio a bordo, chiedendo una discesa immediata e un dirottamento verso l'aeroporto di Jeju, in Corea del Sud, per un atterraggio di emergenza.
Alle 04:01, l'aeromobile fu visto sul radar scendere verso gli 8 000 piedi (2 400 m), poi salire e scendere in modo irregolare per i nove minuti seguenti, raggiungendo un'altitudine di quasi 15 000 piedi (4 600 m). Nelle ultime comunicazioni al controllo del traffico aereo, l'equipaggio riferì forti vibrazioni e perdita di controllo. Dopo una ripida discesa fino a 4 000 piedi (1 200 m), il contatto radio venne perso alle 04:11, quando il velivolo si trovava 130 km a Ovest dell'Isola di Jeju.
Le operazioni di ricerca e soccorso condotte dalla Guardia costiera della Repubblica di Corea permisero il recupero di parti dell'aeromobile lo stesso giorno dello schianto. Gli sforzi di ricerca coinvolsero un totale di dieci navi della Guardia Costiera, della Marina e dell'Amministrazione idrografica e oceanografica coreana, nonché tre elicotteri. Il governo sudcoreano chiese anche l'assistenza di Singapore e della Marina degli Stati Uniti.
Il 17 agosto 2011, il team di ricerca identificò la posizione di 39 parti dell'aeromobile sul fondo del mare a una profondità di circa 80 metri. Tra queste c'era la sezione di coda, che avrebbe dovuto contenere i due registratori di volo; tuttavia, i fissaggi di entrambe le scatole nere si erano spezzati e non sono state mai trovate. I corpi dei due membri dell'equipaggio furono recuperati il 29 ottobre.

## Le indagini
Il South Korean Aviation and Railway Accident Investigation Board (ARAIB) condusse le indagini, ma, a causa della scomparsa di entrambi i registratori di volo, non fu in grado di determinare precisamente le origini dell'incendio né l'esatta sequenza di eventi che portarono all'impatto in mare. Dalla distribuzione del fuoco e dei danni da calore sui detriti recuperati, gli investigatori appurarono che l'incendio iniziò dentro o vicino a uno dei pallet ULD contenenti merci pericolose nella parte posteriore della fusoliera, ma non vennero trovate prove sufficienti per determinare esattamente il fattore scatenante.
Le fiamme non vennero contenute e si propagarono rapidamente in avanti verso il resto della fusoliera. Danni da fuoco e fuliggine furono trovati nei condotti dell'aria condizionata che corrono lungo la fusoliera e sui pannelli del soffitto vicino all'area della cabina di pilotaggio. La bocchetta di evacuazione del fumo nell'abitacolo mostrava tracce di fuliggine, indicando che il fumo entrava nel cockpit. Alcuni componenti elettronici che facevano parte del carico vennero trovati incorporati nella superficie superiore dell'ala, insieme a tracce di vernice e fotoresistori; ciò suggerì che, ad un certo punto, i liquidi infiammabili trasportati in uno dei pallet si incendiarono, provocando un'esplosione che fece separare parti della fusoliera a mezz'aria.
Dal momento della prima segnalazione dell'incendio all'impatto finale con il mare, trascorsero solo 18 minuti. Venne ritenuto improbabile che l'equipaggio sarebbe stato in grado di estinguere le fiamme o di far atterrare l'aereo in sicurezza in quel lasso di tempo.

## Conseguenze
Secondo Asiana Airlines, lo schianto del volo 991 causò danni alla compagnia per circa 190 milioni di dollari statunitensi. Nel 2012, l'Organizzazione internazionale dell'aviazione civile prese in considerazione l'applicazione di nuovi standard di sicurezza per il trasporto aereo di batterie al litio a seguito di questo incidente e di quello del volo UPS Airlines 6.